# Zakari Gourouza
Zakari Gourouza (Dosso, 8 de junho de 1982) é um judoca do Níger que participou das Olimpíadas de 2012 na categoria até 60 kg. Perdeu na segunda fase para o campeão Arsen Galstyan, não alcançando nenhuma medalha nesta competição.